# Ursprung (Lugau)
Ursprung ist ein Ortsteil der sächsischen Stadt Lugau im Erzgebirgskreis.

## Geografie
Der langgezogene Ort liegt etwa 6 Kilometer südöstlich von Hohenstein-Ernstthal an einer flachen vom Lungwitzbach durchflossenen Bachaue im Erzgebirgischen Becken.

### Nachbarorte
| Oberlungwitz | Mittelbach                                  |             |
|              | Kompassrose, die auf Nachbargemeinden zeigt | Leukersdorf |
| Kirchberg    |                                             | Seifersdorf |

## Geschichte

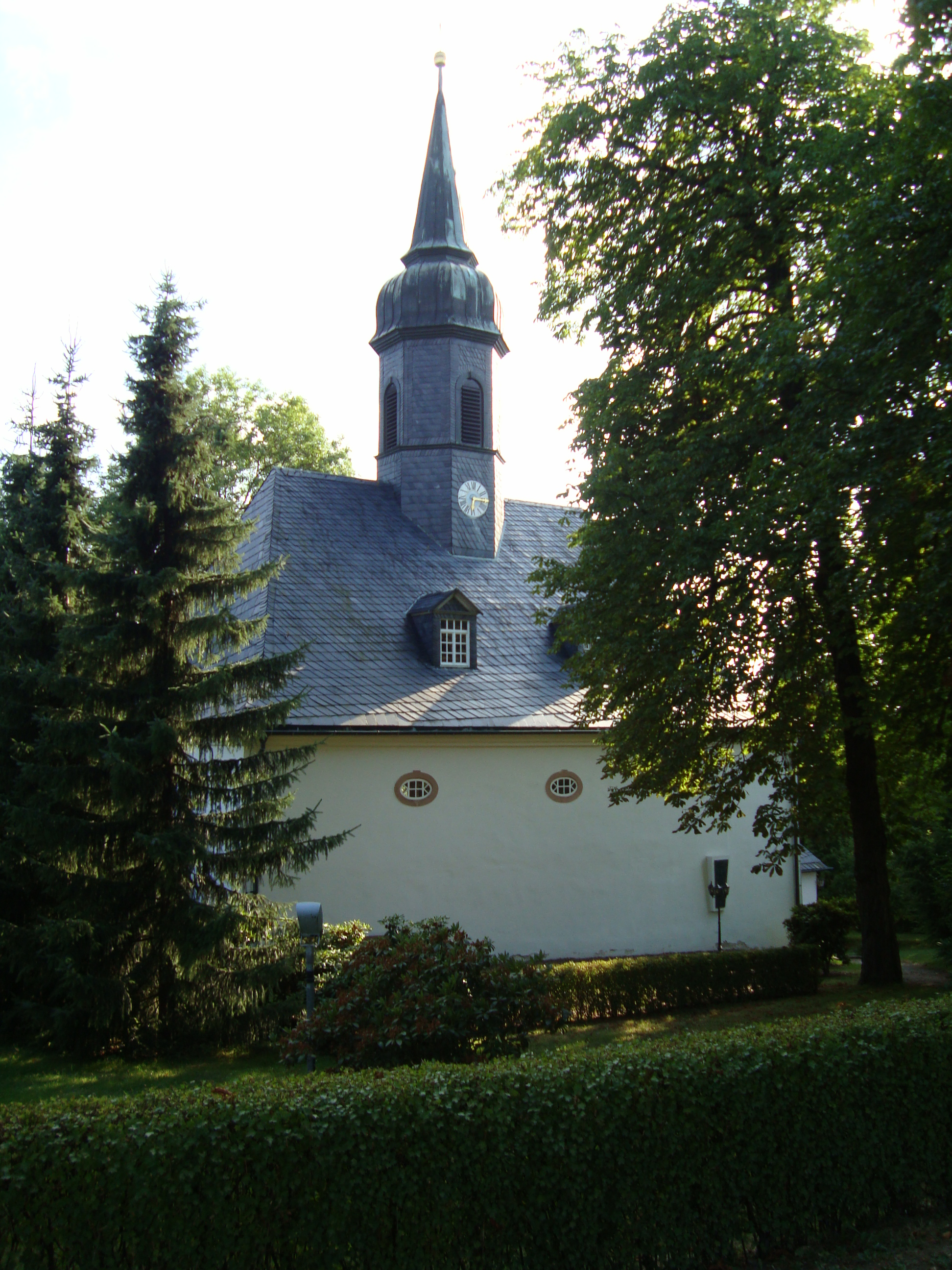
Kirche Ursprung

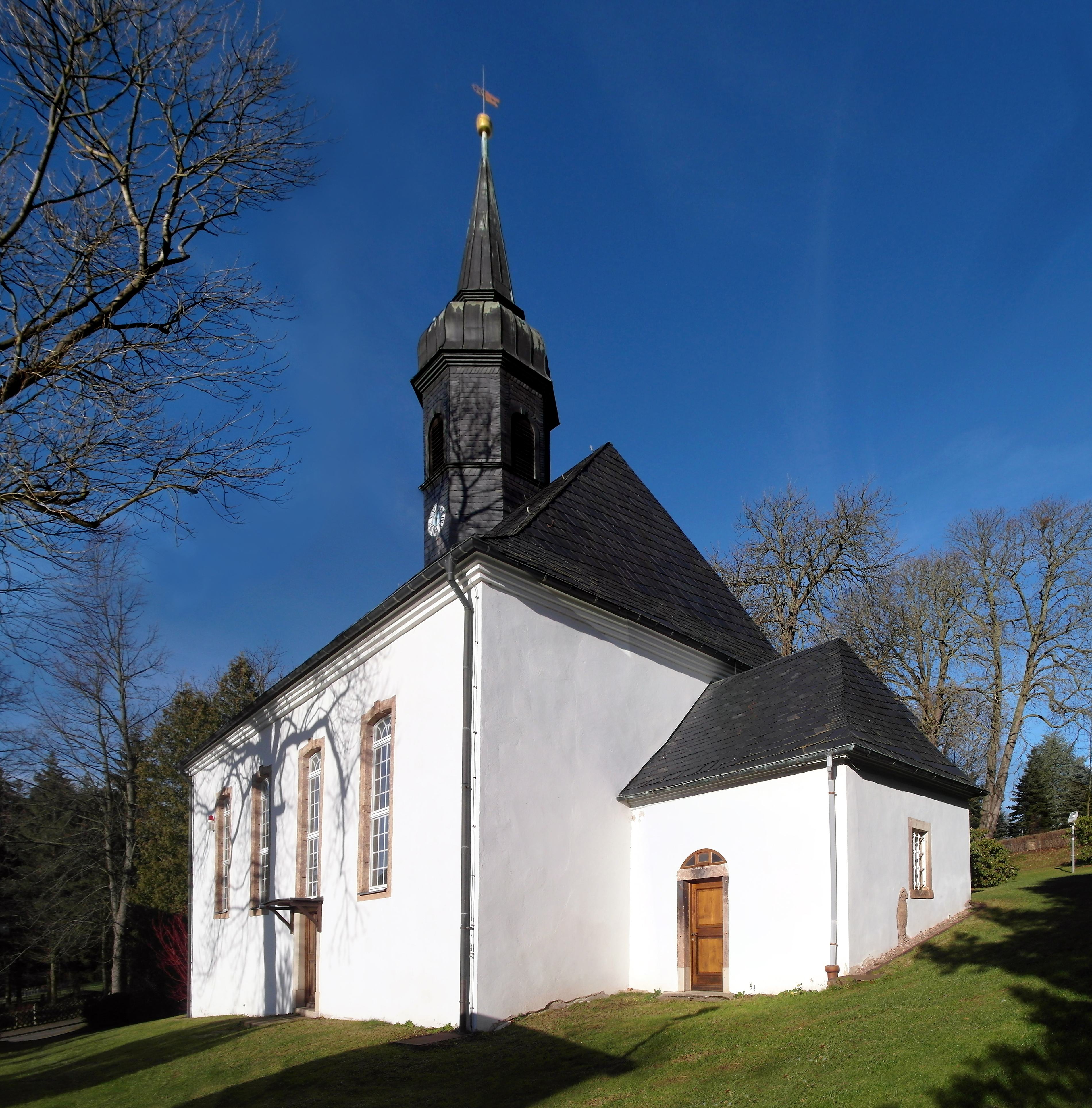
Kirche Ursprung 2017

Bereits 1225 war der Ort als Ourspringen bekannt, vermutlich nach dem Quellgebiet des Lungwitzbaches benannt, das sich in Ursprung befindet.
Obwohl sich das Waldhufendorf im Einzugsbereich des Lugau-Oelsnitzer Steinkohlenreviers befand, nahm es im 19. Jahrhundert nicht wie die südwestlicheren Nachbarorte durch den Steinkohlenbergbau am wirtschaftlichen Wachstum teil. Eine Probebohrung bis 200 m Tiefe der Steinkohlen-Gesellschaft des großen erzgebirgischen Bassins 1846/47 blieb erfolglos. Seit 1858 führte die Kohlenbahn Wüstenbrand–Lugau durch das Ortsgebiet, eine eigene Bahnstation erhielt Ursprung aber erst 1885 mit dem Haltepunkt Ursprung.
Bereits im 16. Jahrhundert ist ein evangelischer Pfarrer in Ursprung nachweisbar. Das alte, fast 250-jährige, Kirchengebäude brannte am 23. Oktober 1974 bis auf die Grundmauern nieder. Aus der Sakristei konnte lediglich ein spätgotischer Schnitzaltar von Peter Breuer gerettet werden. Der Wiederaufbau zog sich bis weit in die 1980er hinein.
Am 1. Januar 1999 wurde der Ort mit seinen 612 Einwohnern (Stand 31. Dezember 1998) nach Erlbach-Kirchberg eingemeindet. Durch die Eingliederung der Gemeinde Erlbach-Kirchberg in die Stadt Lugau wurde Ursprung am 1. Januar 2013 ein Ortsteil von Lugau.

### Einwohnerentwicklung
| Jahr    | Einwohnerzahl                                                            |
| ------- | ------------------------------------------------------------------------ |
| 1548/51 | 17 besessene Mann, 9 Häusler und Hausgenossen, 7 Dienstboten, 15 ¾ Hufen |
| 1764    | 17 besessene Mann, 5 Gärtner, 10 Häusler, 15 ¾ Hufen                     |
| 1834    | 422                                                                      |
| 1871    | 752                                                                      |
| 1890    | 637                                                                      |

| Jahr | Einwohnerzahl |
| ---- | ------------- |
| 1910 | 804           |
| 1925 | 878           |
| 1939 | 909           |
| 1946 | 1012          |
| 1950 | 1035          |

| Jahr | Einwohnerzahl |
| ---- | ------------- |
| 1964 | 837           |
| 1975 | 723           |
| 1990 | 605           |
| 1998 | 612           |
| 2011 | 616           |
| 2021 | 1187          |

## Verkehr
Der Bahnhof Ursprung lag an der Bahnstrecke Neuoelsnitz–Wüstenbrand, die 2003 stillgelegt wurde. Die unter Denkmalschutz stehende Bahnanlage mit Empfangsgebäude und Abort wird seit 2003 vom Verein Haltestelle zu Ursprung museal erhalten.

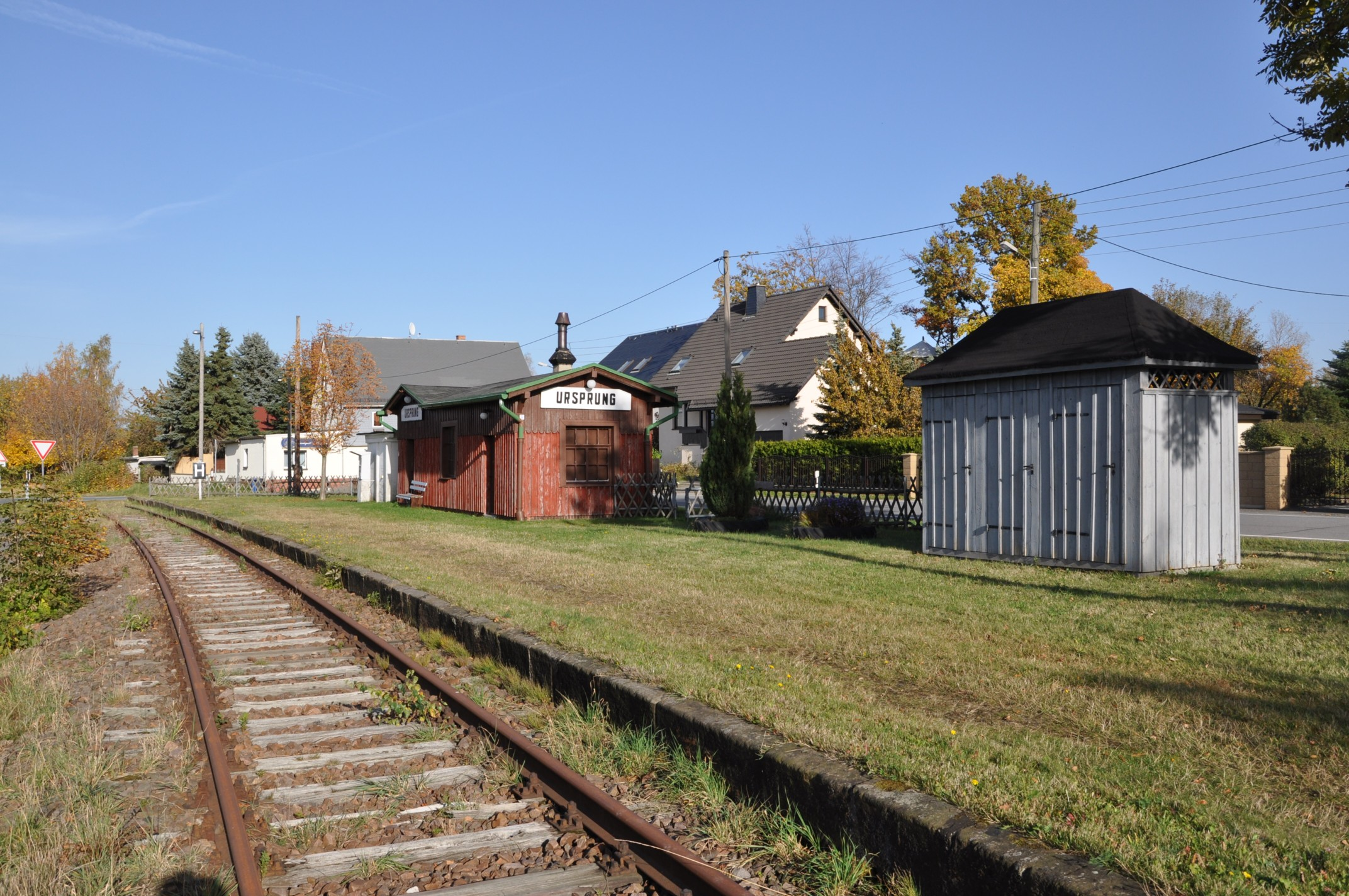
Haltepunkt Ursprung (2012)
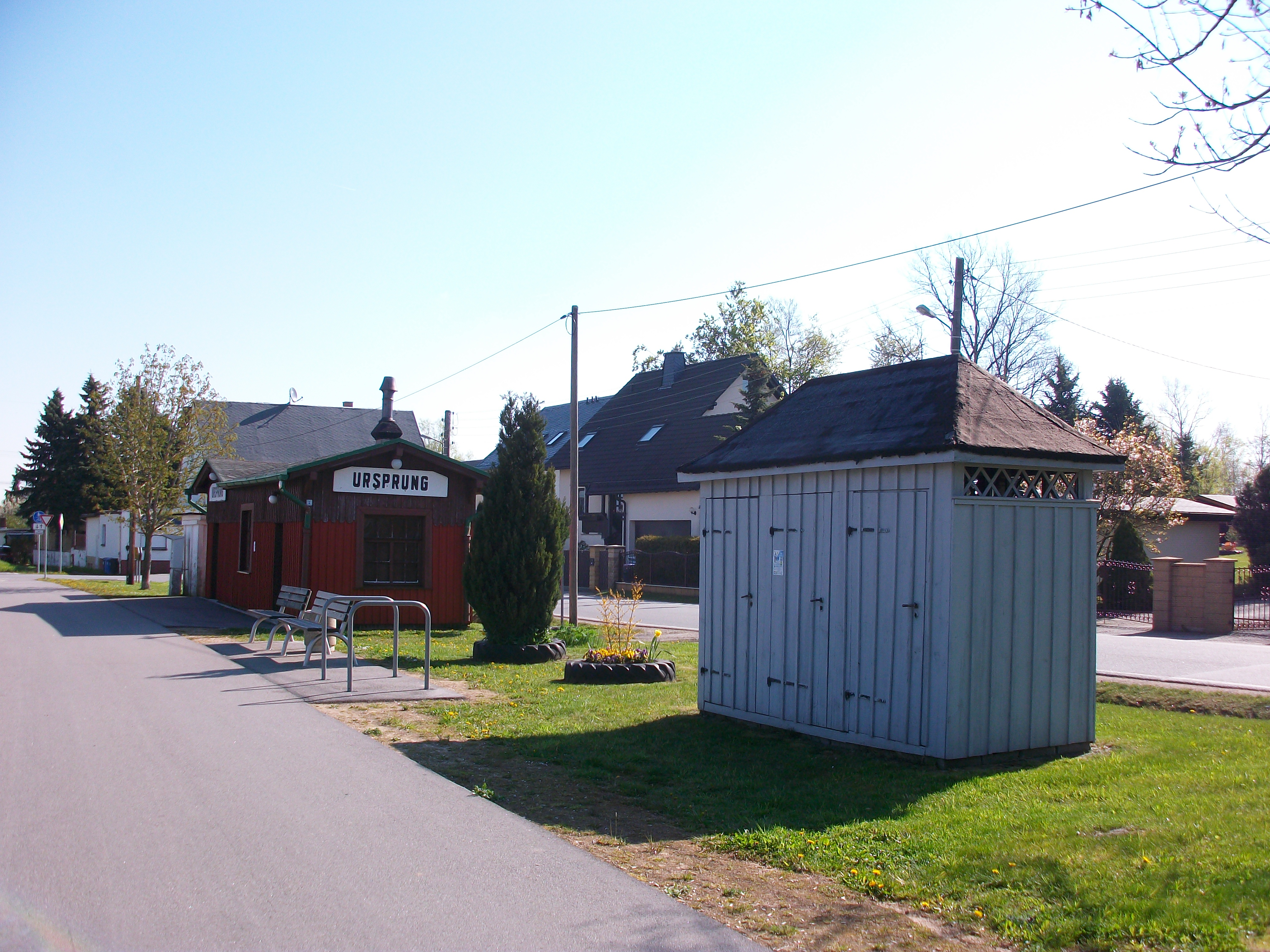
Haltepunkt Ursprung (2016)
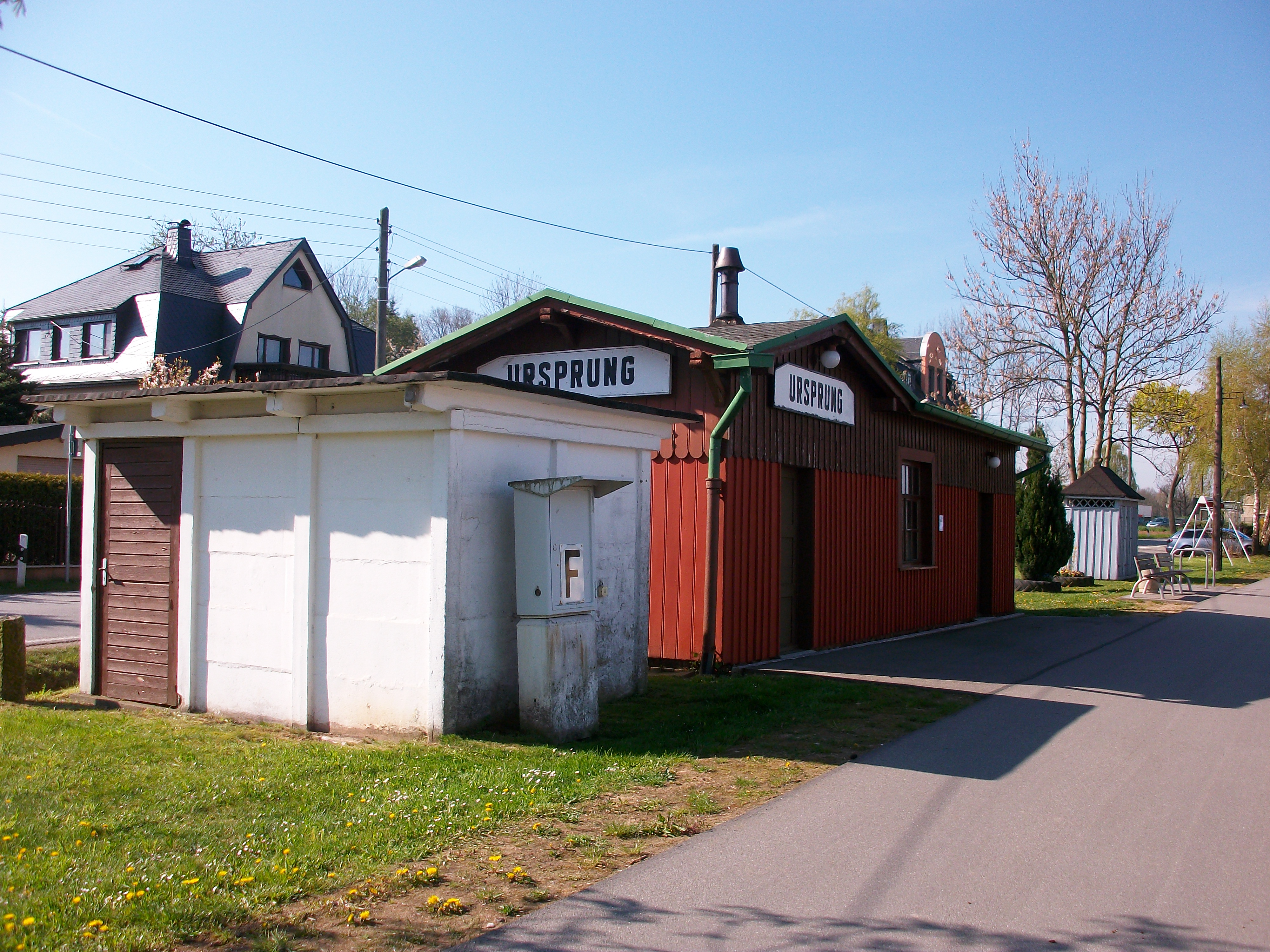
Haltepunkt Ursprung (2016)
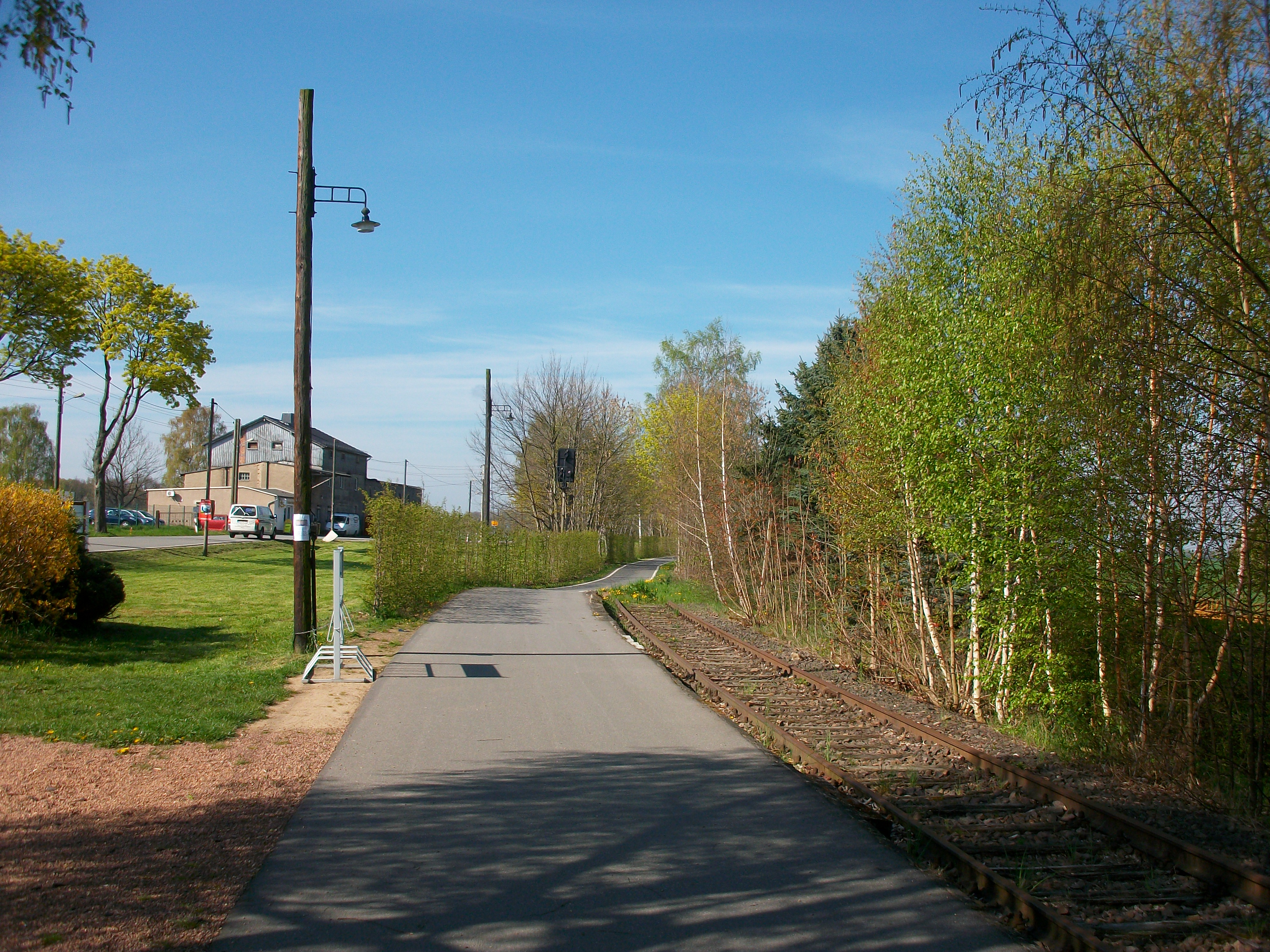
Einfahrt Hp Ursprung (2016)
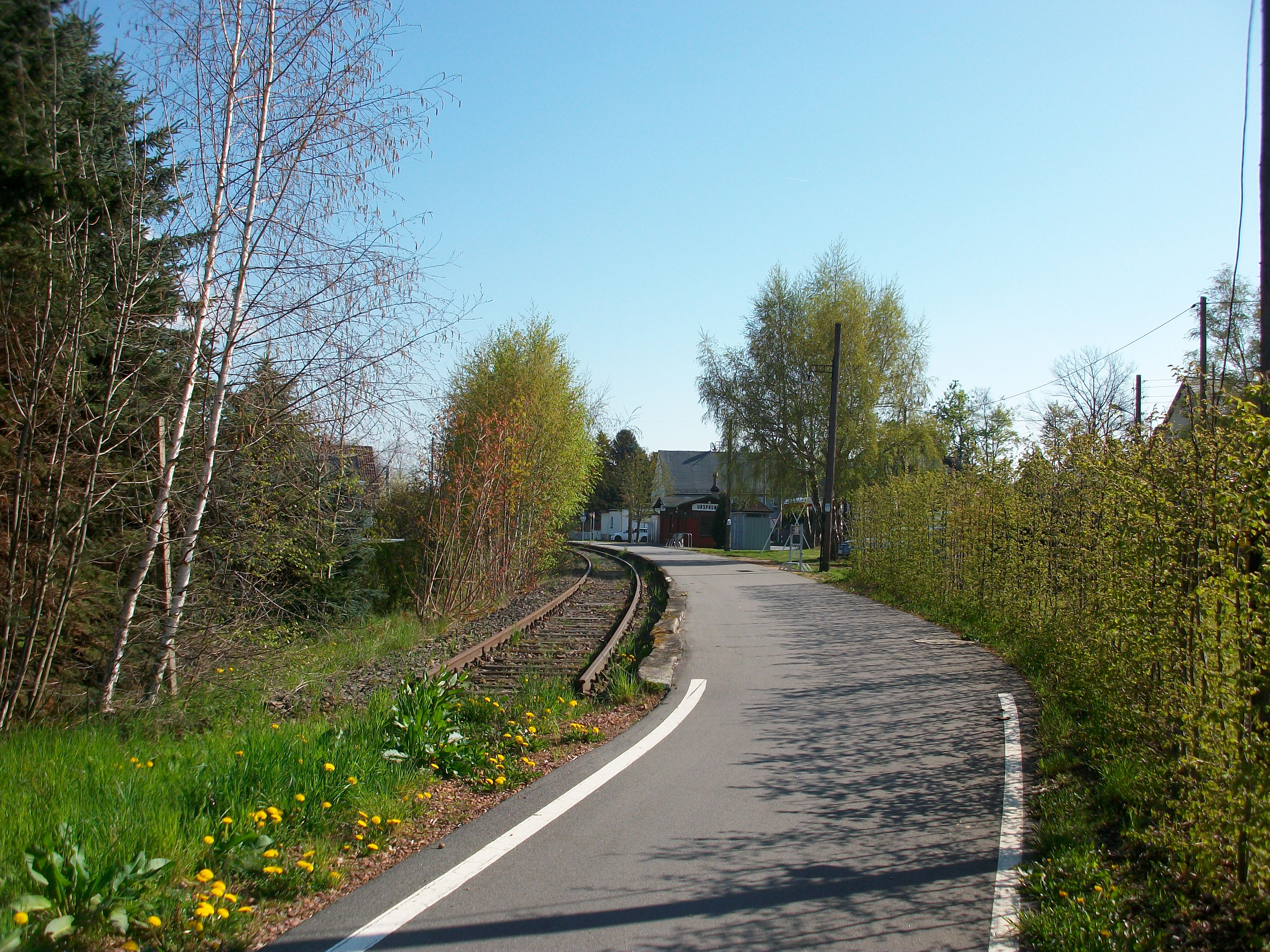
Einfahrt Hp Ursprung (2016)